# Tatjana Veinberga
Tatjana Veinberga   (Riga, 4 de setembre de 1944 - 3 d'abril de 2008) fou una jugadora de voleibol letona que va competir per la Unió Soviètica entre la dècada de 1960.
El 1968 va formar part de l'equip soviètic que guanyà la medalla d'or en la competició de voleibol dels Jocs Olímpics de Ciutat de Mèxic. Amb tot, no arribà a disputar ni un sol minut en tot el campionat.
Veinberga jugà amb la selecció nacional soviètica entre 1967 i 1969 i amb els equips letons LVU, "Elektrons" i "Daugava" entre 1961 i 1969.